# Universidade de Rennes
A Universidade de Rennes é uma universidade pública de pesquisa localizada em Rennes, na Alta Bretanha, França. Originalmente fundada em 1460, a universidade foi dividida em duas universidades em 1970: Universidade de Rennes I e Universidade de Rennes II. Em 1º de janeiro de 2023, a Universidade Rennes I se fundiu com cinco grandes écoles: EHESP, Escola Nacional Superior de Química de Rennes, ENS Rennes, INSA Rennes e Sciences-Po Rennes para criar a nova Universidade de Rennes.
A Universidade de Rennes II e outros institutos de pesquisa (CNRS, INRAE, INRIA, INSERM e CHU de Rennes) estão associados ao projeto 'UNIR'. Os seis estabelecimentos serão agrupados em um "Estabelecimento Público Experimental" (EPE), com cerca de 7.000 funcionários e professores, incluindo mil pesquisadores, 156 laboratórios de pesquisa e 60.000 dos 68.000 estudantes da capital bretã, incluindo 7.000 estudantes internacionais.

## História

Brasão da Universidade de Duke da Bretanha em Nantes, França, nos séculos XVII e XVIII.

### Início em Nantes
A Universidade de Duke da Bretanha foi fundada por Bertrand Milon em 4 de abril de 1460, por iniciativa do Duque Francisco II da Bretanha, por meio de uma bula papal do Papa Pio II, concedida em Siena. Isso representava o desejo de Francisco II de afirmar sua independência do rei da França, enquanto universidades estavam sendo abertas nos arredores do ducado em Angers, em 1432, Poitiers, em 1432, e Bordeaux, em 1441. Criada na forma de um studium generale, essa universidade podia ensinar todas as disciplinas tradicionais: Artes, Teologia, Direito e Medicina. A população estudantil entre o final do século XV e os dois séculos seguintes cresceu para mil ou até 1.500 alunos, de acordo com as estimativas mais altas.
Uma primeira tentativa de transferir a universidade de Nantes para Rennes ocorreu no final do século XVI. O rei Henrique IV procurou punir Nantes, por seu apoio ao duque de Mercœur. Em uma carta patente datada de 8 de agosto de 1589, ordenou-se que a universidade se mudasse para Rennes, uma cidade que havia permanecido leal à monarquia. No entanto, a instituição não foi transferida devido à falta de financiamento.

### Transferência para Rennes
No início do século XVIII, a universidade entrou em uma fase de declínio. A cidade de Nantes estava totalmente voltada para o comércio e suas elites demonstravam pouco interesse pela universidade. Em 1728, o prefeito de Nantes, Gérard Mellier, escreveu que a universidade bretã estaria melhor localizada "em Rennes, uma terra de letras, do que em Nantes, onde só se respira comércio". Consequentemente, a Faculdade de Direito da Bretanha foi transferida para Rennes em 1735, onde o Parlamento da Bretanha foi estabelecido por decisão do rei Luís XV. As faculdades de Literatura, Teologia e Medicina foram mantidas em Nantes, mas a faculdade de medicina estava em declínio. Posteriormente, houve várias tentativas de transferir o restante das faculdades de Nantes para Rennes, principalmente em 1778. No entanto, as três faculdades de Nantes se opuseram a esse projeto, apontando o mau tratamento dado à Faculdade de Direito após sua transferência para Rennes.

## Século XIX
Em 1806, Napoleão reorganizou todo o sistema educacional francês, estabelecendo a Universidade Imperial. Rennes então se tornou a sede de uma academia e, como tal, foi dotada de uma faculdade de Direito e uma faculdade de Literatura.
Uma faculdade de Letras de curta duração também foi criada em 1810. No entanto, ela foi fechada pela Restauração Bourbon por um decreto de 31 de outubro de 1815. A Faculdade de Letras só foi reaberta em 1839, com a Monarquia de Julho, e então tinha cinco cadeiras (Literatura Francesa, Literatura Antiga, Literatura Estrangeira, História e Filosofia). Uma faculdade de ciências foi criada um ano depois da faculdade de letras, em 1840, e também tinha cinco cadeiras (Matemática, Física, Química, Zoologia e Botânica, Geologia e Mineralogia). A faculdade de medicina, criada durante o Império, tornou-se uma escola secundária em 1820 e depois uma escola completa em 1895. Essas faculdades permaneceram sem nenhum vínculo institucional entre si até a criação, em 1885, de um Conselho de Faculdades. Em 1896, este último recebeu o nome de Universidade de Rennes quando as faculdades foram reformadas após a aplicação da lei de 10 de julho de 1896. A universidade era então uma das dezesseis universidades da França e a única no oeste, além de Caen e Poitiers.

## Século XX

### Expansão

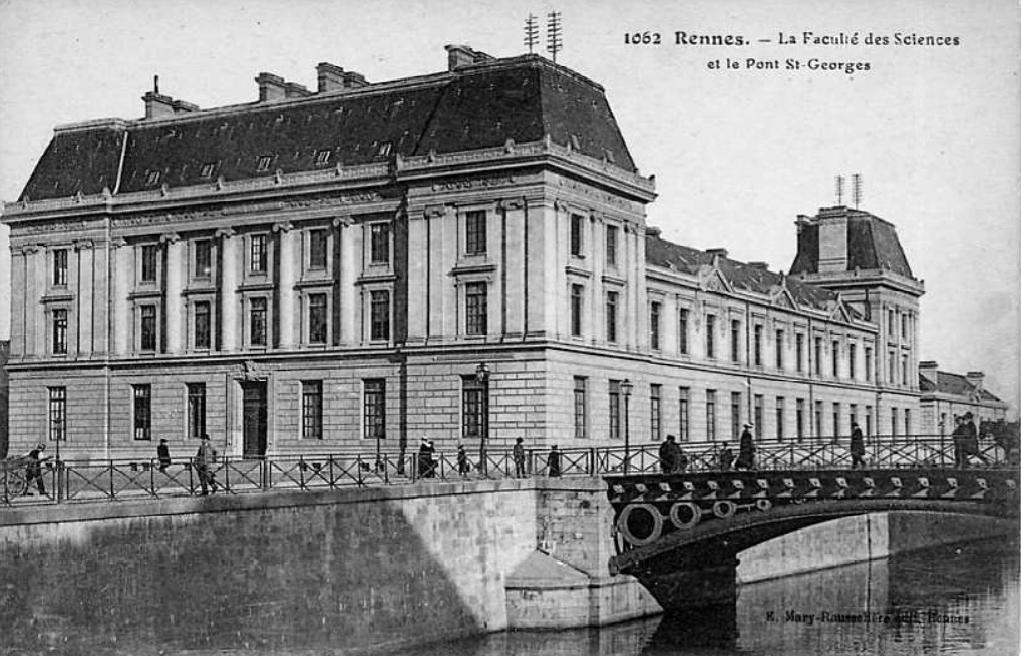
Prédios da Faculdade de Ciências até sua mudança para o campus de Beaulieu.

O período pós-guerra foi marcado pelo desenvolvimento de várias estruturas dentro da universidade. Em 1945, a fusão da Faculdade de Ciências e do Instituto Politécnico do Oeste (IPO) em Nantes deu origem ao Instituto de Química da Universidade de Rennes. Em 1954, a Escola de Medicina e Farmácia de Rennes tornou-se a Faculdade de Medicina e passou a fazer parte da universidade. No ano seguinte, Jane Krier criou o Instituto de Administração de Empresas de Rennes. Até 1969, a Universidade de Rennes era composta por quatro faculdades: Direito, Humanidades, Ciências e Medicina.
A Universidade de Rennes também se desenvolveu em outros lugares da Bretanha, principalmente em Nantes, em Brest em 1959, em Quimper em 1970 e também em Angers. O decreto 61-1519 de 29 de dezembro de 1961 restabeleceu uma universidade em Nantes a partir dos campi da Universidade de Rennes, com efeito a partir de 1º de janeiro de 1962. A Faculdade de Letras de Nantes permaneceu como um anexo da Faculdade de Letras de Rennes até 1964, e a Faculdade de Direito de Nantes foi um anexo da Faculdade de Direito de Rennes até 1967.

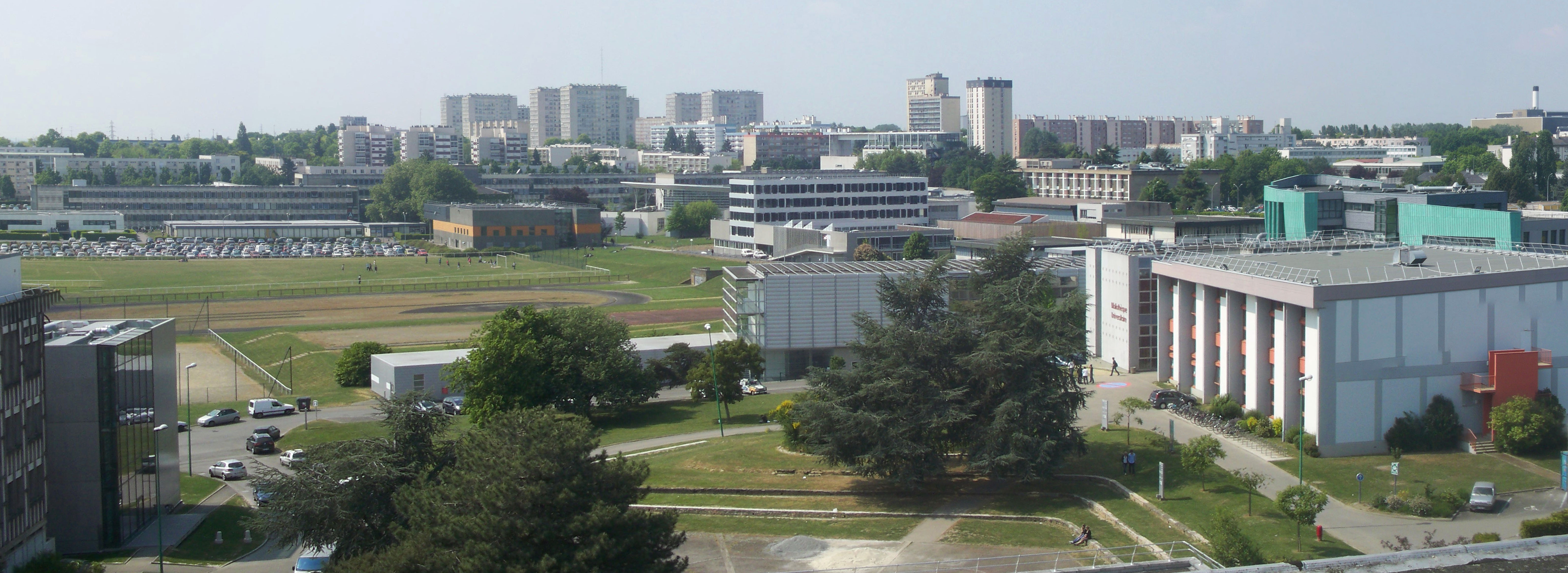
O campus Villejean da Universidade de Rennes em 2010.

Em 1948, a população da Universidade de Rennes era de 5.638 alunos; em 1949, 5.982 alunos; em 1958, 9.950 alunos. A marca de 10.000 alunos foi ultrapassada em 1959. Em 1965, esse número era de cerca de 19.000 alunos. Após a Libertação, foram construídos novos campi em Rennes, impostos pelo aumento do número de alunos, principalmente os campi de Beaulieu e Villejean.

### Divisão
Os eventos de maio de 68 na França desafiaram a antiga organização da universidade na França e as faculdades tiveram que rever sua organização. Em Rennes, os eventos afetaram as relações entre as diferentes faculdades. O grande número de alunos, bem como a recusa de alguns professores e alunos em conviver na mesma instituição, tornou necessária a divisão da Universidade de Rennes em várias entidades.
Em 1969, ela foi dividida em duas novas universidades: Universidade de Rennes I e Universidade da Alta Bretanha (Rennes II). A Universidade de Rennes I continuou a usar o nome "Universidade de Rennes" até 1984, quando foi obrigada, por decisão ministerial, a adotar o nome "Universidade de Rennes I".

## Século XXI

### Refundação
Em 1º de janeiro de 2023, a Universidade de Rennes I se fundiu com cinco grandes écoles: Faculdade de Altos Estudos em Saúde Pública, Escola Nacional Superior de Química de Rennes, ENS Rennes, INSA Rennes e Sciences-Po Rennes para criar a nova Universidade de Rennes. A Universidade de Rennes II e os institutos de pesquisa (CNRS, INRAE, INRIA, INSERM e CHU de Rennes) estão associados ao projeto.
Os seis estabelecimentos estão agrupados em um "EPE", um status legal de universidade experimental, com quase 7.000 funcionários e professores, incluindo cerca de 1.000 pesquisadores, 156 laboratórios de pesquisa e 60.000 dos 68.000 alunos da capital bretã, incluindo 7.000 alunos internacionais.